# Verbandsgemeinde Kusel-Altenglan
La comunità amministrativa Kusel-Altenglan (Verbandsgemeinde Kusel-Altenglan) si trova nel circondario di Kusel nella Renania-Palatinato, in Germania.
La comunità amministrativa è stata costituita nel 2018 dalla fusione delle comunità amministrative di 
Kusel e Altenglan e comprende 34 comuni.

## Comuni
Fanno parte della comunità amministrativa i seguenti comuni:
| Comune, città             | Sup. (km²) | Abitanti |
| ------------------------- | ---------- | -------- |
| Albessen                  | 4,43       | 142      |
| Altenglan                 | 13,61      | 2 691    |
| Bedesbach                 | 4,42       | 765      |
| Blaubach                  | 3,14       | 390      |
| Bosenbach                 | 8,16       | 681      |
| Dennweiler-Frohnbach      | 6,11       | 269      |
| Ehweiler                  | 3,57       | 163      |
| Elzweiler                 | 2,09       | 129      |
| Erdesbach                 | 3,93       | 596      |
| Etschberg                 | 3,45       | 659      |
| Föckelberg                | 3,97       | 366      |
| Haschbach am Remigiusberg | 4,02       | 655      |
| Herchweiler               | 2,85       | 485      |
| Horschbach                | 7,05       | 230      |
| Konken                    | 7,04       | 832      |
| Körborn                   | 5,86       | 335      |
| Kusel, Stadt              | 14,37      | 5 594    |
| Neunkirchen am Potzberg   | 5,01       | 424      |
| Niederalben               | 8,81       | 316      |
| Niederstaufenbach         | 2,01       | 260      |
| Oberalben                 | 5,62       | 221      |
| Oberstaufenbach           | 2,68       | 282      |
| Pfeffelbach               | 11,28      | 882      |
| Rammelsbach               | 2,64       | 1 440    |
| Rathsweiler               | 4,23       | 139      |
| Reichweiler               | 3,87       | 528      |
| Ruthweiler                | 3,31       | 435      |
| Rutsweiler am Glan        | 1,59       | 307      |
| Schellweiler              | 4,31       | 502      |
| Selchenbach               | 4,80       | 301      |
| Thallichtenberg           | 5,72       | 530      |
| Theisbergstegen           | 5,00       | 699      |
| Ulmet                     | 7,10       | 649      |
| Welchweiler               | 3,48       | 181      |
| VG Kusel-Altenglan        | 179,53     | 23 078   |

(Abitanti al 31 dicembre 2021)